# Sept Dormants d'Éphèse
Les Sept Dormants d'Éphèse est un récit miraculeux chrétien mettant en scène des jeunes gens chrétiens fuyant une persécution religieuse. Ils se seraient endormis dans une caverne pendant une très longue durée. Selon certains chercheurs, la sourate coranique Al-Kahf reprend et adapte ce récit au contexte arabo-musulman. Les Sept Dormants sont probablement « les héritiers topiques de cultes préhistoriques dédiés à des fratries de sept dieux ».

## La légende

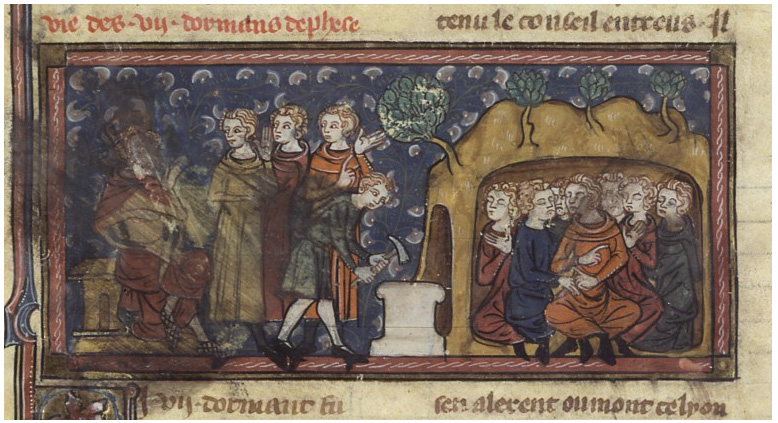
L'empereur Dèce ordonnant l'emmurement des Sept Dormants. D'après un manuscrit du XIV.

### Histoire du récit
L’origine de ce récit est un sermon d’Étienne, évêque d’Éphèse, prononcé, en grec, à l’occasion de la redécouverte vers 448 de corps bien conservés dans une caverne, à proximité de la ville. Selon l'islamologue Geneviève Gobillot, supposant un événement miraculeux et afin de critiquer une hérésie, l’évêque compose alors un récit, sans fondement historique, défendant une orthodoxie sur la question de la résurrection. La version la plus ancienne de ce récit date du 1er quart du VIe siècle et est conservée dans les homélies de Jacques de Saroug. Denys de Tel mentionne l’existence de ce récit dans un livre syriaque du Ve siècle et Fudge souligne l'existence d'un manuscrit datant de la fin de ce siècle. Le récit des Dormants connait une large diffusion et 18 manuscrits syriaques (entre le VIIe et le XVe siècle) rapportent ce récit.

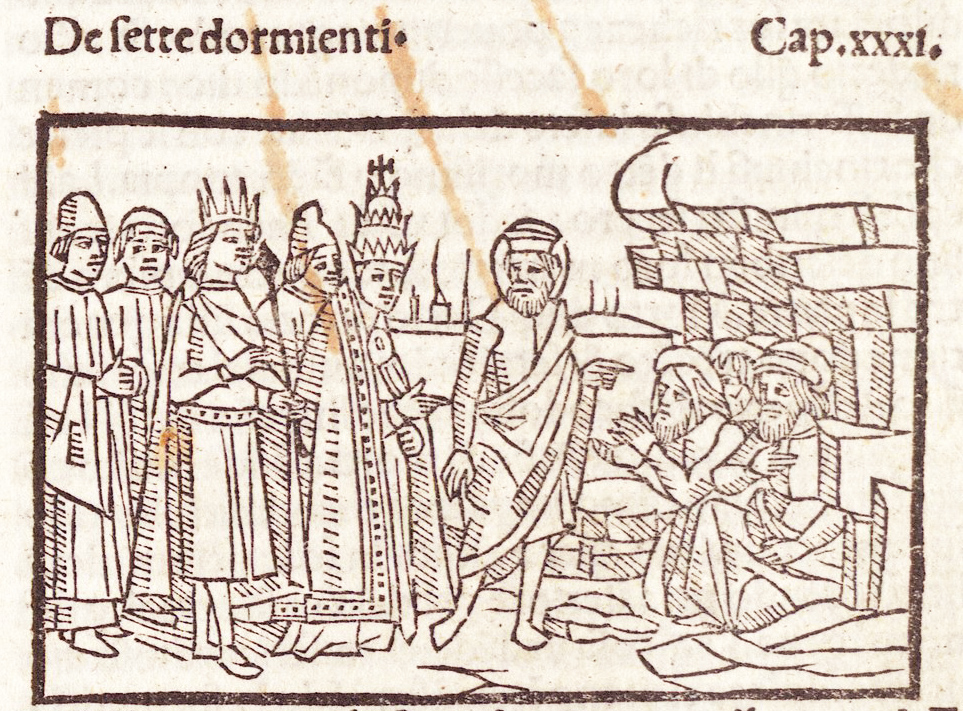
Les Sept Dormants dans La Légende dorée (1497).

Vers l'an 500, Jacques de Saroug, évêque de Batnæ en Syrie, fait l'éloge des Dormants d'Éphèse, dans une des deux-cent-trente homélies qu'il a composées en syriaque. Le récit est repris en latin par Grégoire de Tours (De gloria martyr., l. I, c. XCV), Paul Diacre (I, c.IV), Nicéphore (Cal. 1. XIV, c. XLV), Syméon Métaphraste (P.G., CXV, 427-448), Jacques de Voragine dans la Légende dorée.

### Récit
L'histoire se déroule au temps de la persécution de l'empereur Dèce (règne de 249 à 251) contre les chrétiens. Sept officiers du palais, originaires de la ville d'Éphèse, sont ainsi accusés : il s'agit de Maximien, Malchus, Marcien, Denys, Jean, Sérapion et Constantin (selon une autre source, il s'agit de Maximilien, Jamblique, Martinien, Jean, Denis, Constantin et Antonin (vers 250)). Alors que l'empereur est en voyage, ils distribuent leurs biens aux pauvres et se réfugient dans la montagne voisine.
L'empereur, à son retour, fait rechercher les sept chrétiens. Ceux-ci, prenant leur repas du soir, tombent mystérieusement endormis : c'est dans cet état qu'ils sont découverts. Dèce les fait alors emmurer dans leur cachette. Et c'est en 418, qu'un maçon ouvre par hasard la grotte où sont enfermés les Sept Dormants. Ceux-ci se réveillent, inconscients de leur long sommeil. Aussitôt, l'empereur Théodose II accourt, et voit dans le miracle une preuve contre ceux qui nient la résurrection des morts.

## Comparaison avec le récit des Gens de la caverne
Le récit des « Gens de la Caverne » et l'expression Ahl al-Kahf se trouvent dans la sourate 18 du Coran. Il a fait l'objet de nombreux commentaires et fait partie des quelques récits d'origine non-biblique présents dans le Coran. Cette sourate 18, qui est axée sur l'énonciation de l'omnipotence divine et l'annonce de l'imminence du Jugement, donne une grande importance à plusieurs motifs narratifs de l'Antiquité tardive. Le récit des « gens de la caverne » y est présenté « comme la version authentique d’événements, transmis par des récits contenant entre eux des points de divergences ».
Ce récit, par les altérations et modifications de la légende chrétienne originale, s’inscrit donc dans un contexte de polémiques anti-chrétiennes et peut, pour Reynolds, être lu comme une « homélie coranique sur la littérature biblique ». Plusieurs chercheurs voient dans ce récit des Dormants d'Éphèse un arrière-plan syriaque au texte du Coran. Plusieurs approches sont néanmoins possibles. Ainsi, si des points communs existent avec la version syriaque, d’autres éléments en sont absents, comme le chien. Ainsi, si le chien n'a pas de parallèle directs dans les récits syriaques, il en existe un avec le Guide de Pèlerinage de Théodose (début du VIe siècle). Pour Tardieu, le récit coranique serait donc davantage à relier à cette tradition « orale et folklorique » qu'à la « version syriaque théologisée ». Mortensen souligne que le « niveau d’intertextualité et la question du dialogue interculturel est au centre du débat ». Griffith soutient l’idée d’une « intertextualité orale ». Ainsi, les parallèles ne proviennent pas d’un seul document mais de « plusieurs témoins textuels ». Pour Griffith, «la tradition syro-araméenne n'est pas la seule source du discours chrétien présente dans le milieu du Coran arabe, mais c'est sans doute la plus importante et la plus répandue ». Si le niveau de dépendance du Coran au récit rapporté par Saroug est interrogé, « on peut voir clairement [...] que ce dernier [le Coran] est situé dans un milieu influencé par les disputes théologiques chrétiennes et les différentes versions concurrentes de la légende ».

## Célébrations

### En Allemagne
En Allemagne, les Sept Dormants d'Éphèse sont fêtés lors du Siebenschläfertag (de) le 27 juin. Il y a aussi une église des Sept-Dormants (de) près de Ruhstorf an der Rott en Bavière  avec une excellente représentation des sept dormants dans le style rococo.

### Pèlerinage islamo-chrétien
En 1878, François-Marie Luzel et Ernest Renan publient tous les deux, dans le même numéro de la revue Mélusine, deux articles décrivant, pour le premier, la chapelle des Sept-Saints construite avec sa crypte près d'un dolmen dans la commune du Vieux-Marché (Côtes-d'Armor), secondant la légende des Sept-Dormants.
En 1954, Louis Massignon transforme cette hypothèse de rapprochement entre les Sept saints fondateurs de la Bretagne et les Sept dormants d'Éphèse en une certitude, et crée à cet endroit un pèlerinage islamo-chrétien. Selon lui, l'origine du pardon des Sept Saints remonterait au IIIe siècle, et leur culte  serait  parvenu au Vieux Marché par l'intermédiaire de moines et de missionnaires grecs qui accompagnaient les commerçants d'Orient sur la route de l'étain,. Est lié à ce pèlerinage un ancien chant breton, ou gwerz, traduit par Geneviève Massignon, dont il reste 18 strophes dans le "Cantique de la procession",.
Cette hypothèse, qui ne repose sur aucune source, est contredite par l'histoire et l'origine galloise bien connue des Sept saints fondateurs de la Bretagne.

"Grotte
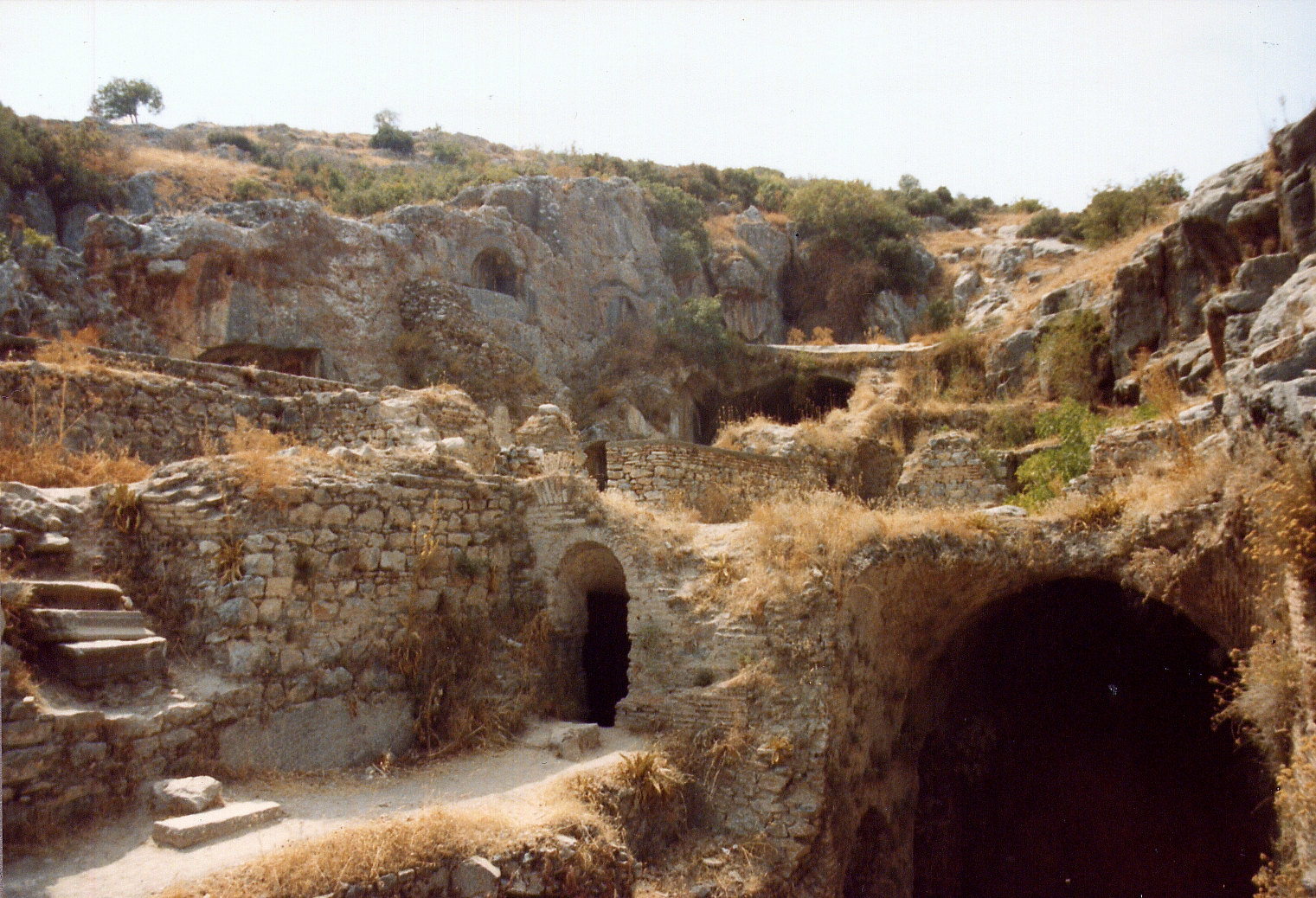
Grotte des Sept Dormants à Éphèse
- Abords de la grotte des Sept Dormants.
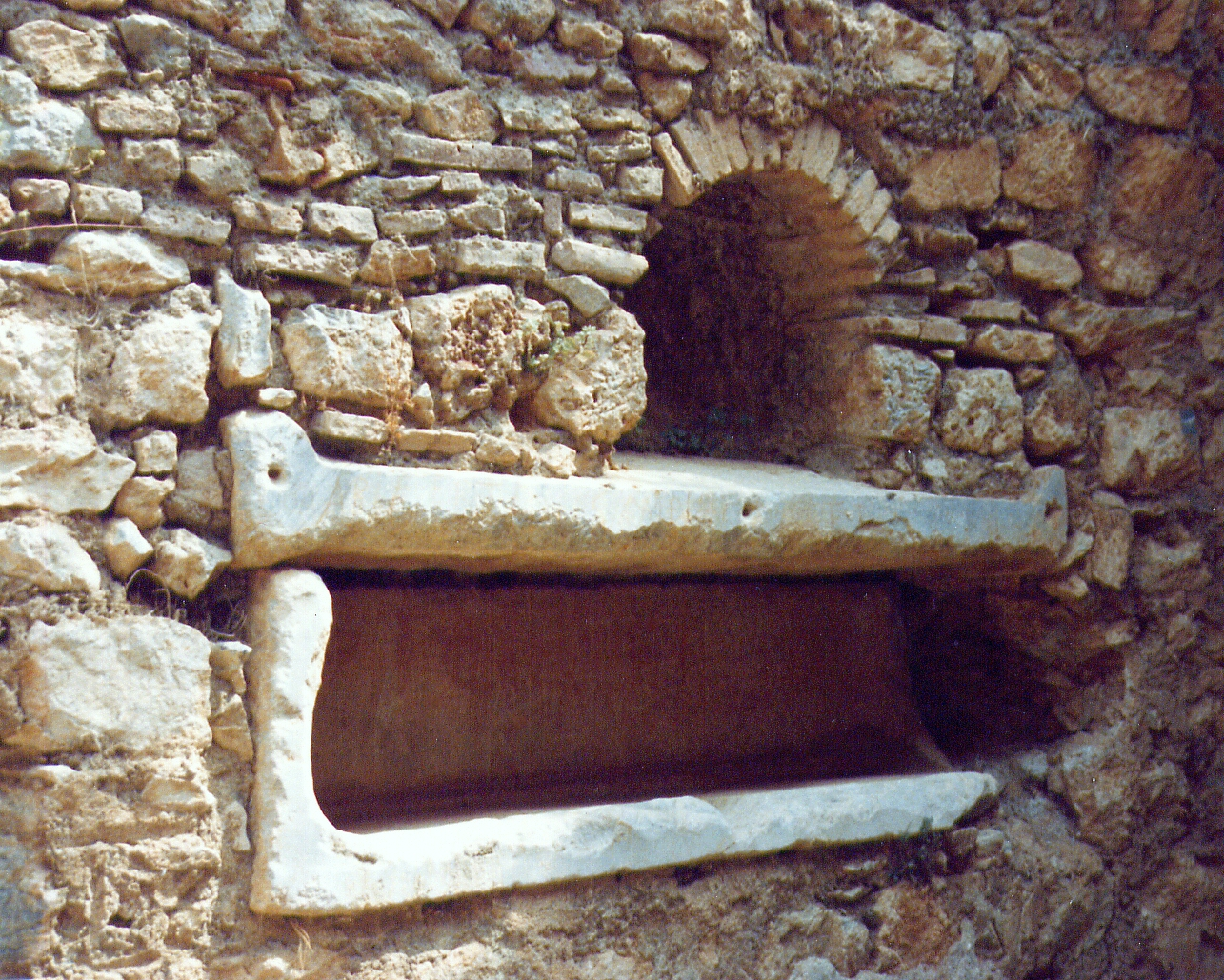
Niche d'une sépulture.
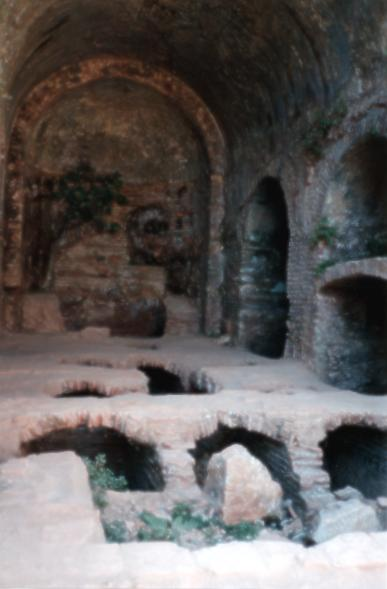
Intérieur de la grotte.
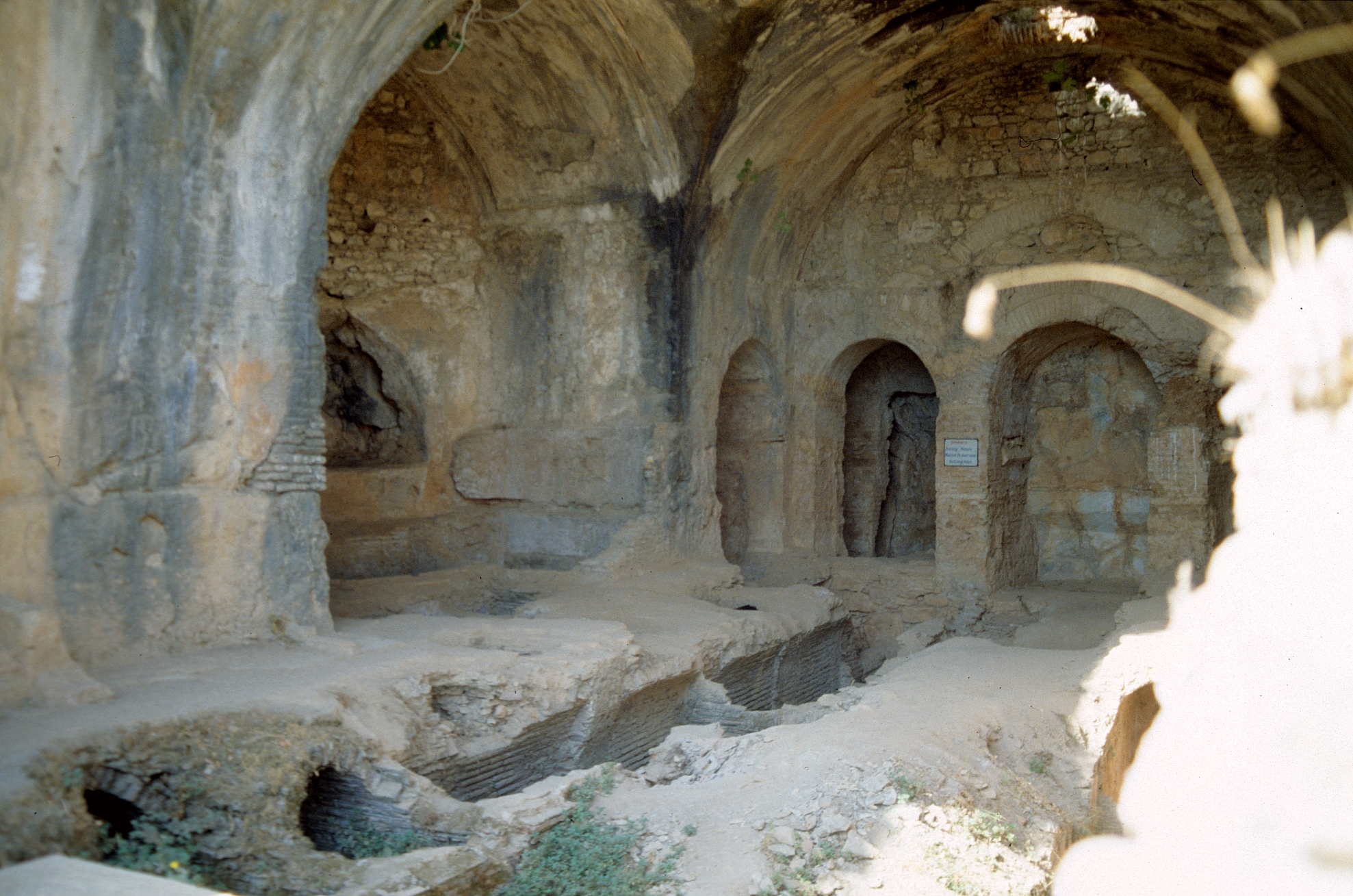
Chapelle souterraine et catacombes.
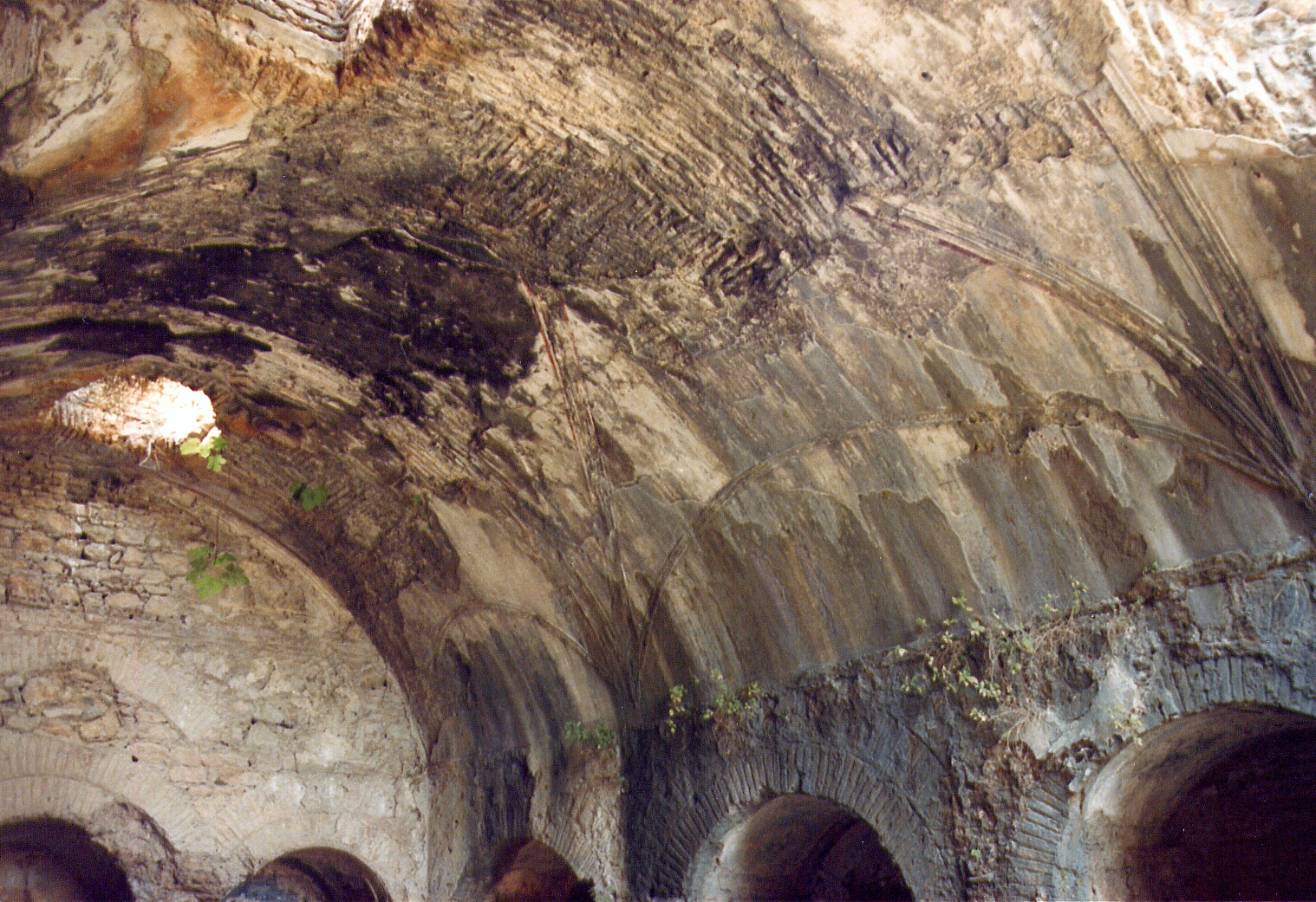
Décor du plafond.
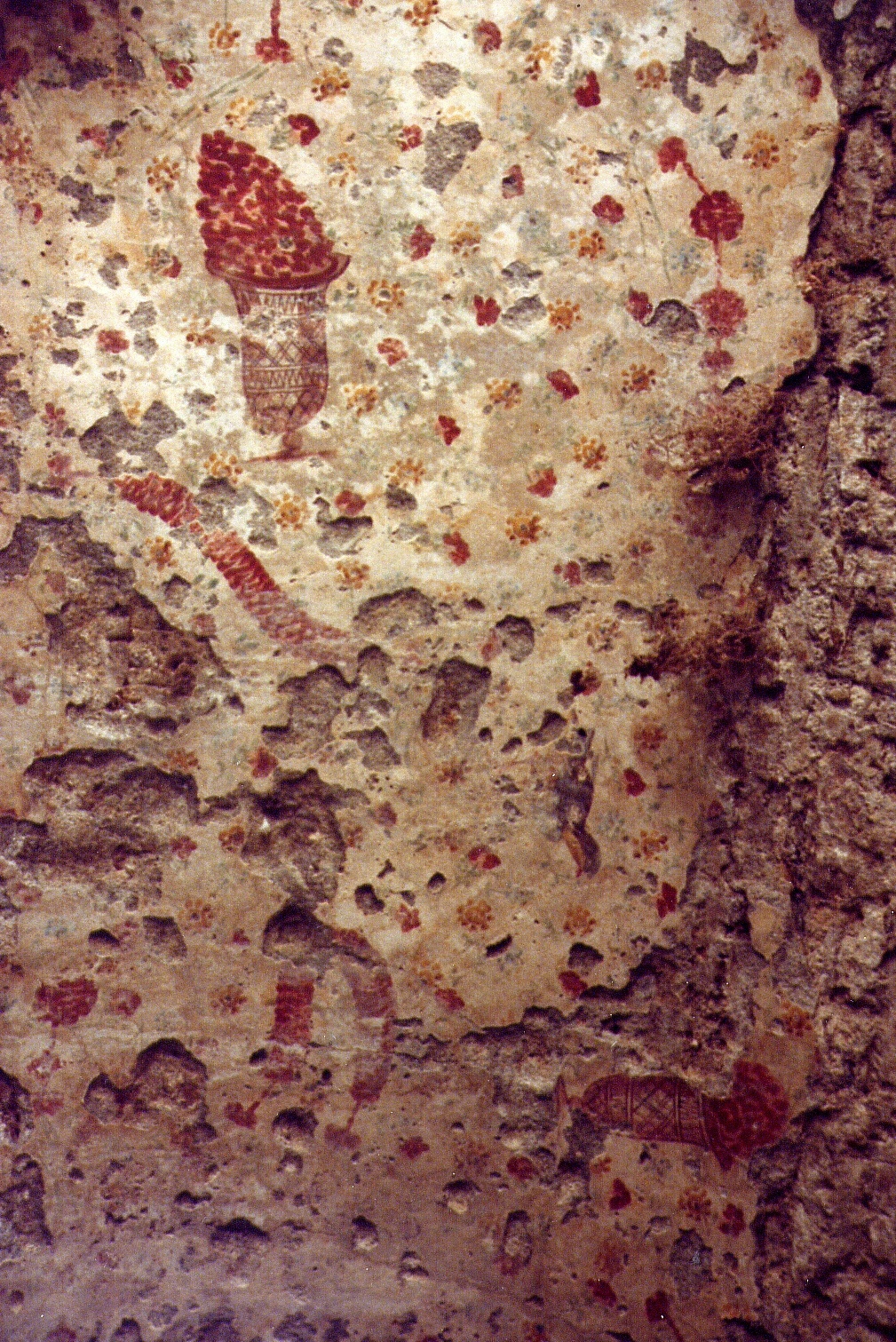
Restes de peintures.

## Inspiration

### Romans
- Xavier Accart, Le dormant d'Ephèse, Editions Tallandier (2019) ;
- Manoël Pénicaud, Dans la peau d’un autre, Presses de la Renaissance (2007) ;
- Rachid Koraïchi, Les Sept Dormants, Actes Sud (2002) ;
- Andrea Camilleri, Chien de faïence (1996) ;
- Salah Stétié, Le Passage des Dormants (1995) ;
- Salah Stétié, Rimbaud, Le huitième dormant (1993) ;
- Danilo Kis, La Légende des Dormants (1983) ;
- Manuel Mujica Lainez, El escarabajo, Editorial Sudamericana (1982) ;
- Jacques Mercanton, L’Été des Sept Dormants (1974) ;
- Tawfiq al-Hakim, La Caverne des songes (1950) ;
- A. Kingsley Porter, The Seven Who Slept (1919).

### Poésie
- Marie Étienne, Dormans (Flammarion poésie, 2006)

### Récits de voyage
L'écrivain américain Mark Twain, qui a visité la région d'Ephèse en 1867, évoque à sa manière la « légende des Sept Dormeurs » dans Le Voyage des innocents. Il conclut avec humour : « Telle est l'histoire des Sept Dormeurs (avec de légères modifications) et je suis sûr qu'elle est vraie, car j'ai vu la caverne de mes propres yeux. »